# Absalón (nombre)
Absalón es un nombre propio masculino de origen hebreo en su variante en español. 
Absalón es, en la Biblia, el tercero de los hijos de David; es destacado en el Libro de los reyes por su belleza y por su abundante y hermosa melena.

## Etimología
Proviene del hebreo אַבְשָׁלוֹם (ʾAḇšālôm) y significa "el padre es paz", o bien "paz con Dios".

## Nombres similares
- Ascalón (bíblico)
- Abadón (bíblico)[1]

## Santoral
2 de marzo: San Absalón, mártir en Cesárea en el siglo III.

## Variantes
- Femenino: Absalona

### Variantes en otros idiomas
| Variantes en otras lenguas | Variantes en otras lenguas |
| -------------------------- | -------------------------- |
| Español                    | Absalón                    |
| Catalán                    | Absalom                    |
| Gallego                    | Abxalom                    |
| Alemán                     | Abschalom                  |
| Árabe                      | أبشالوم (Abšalom)          |
| Chino                      | 押沙龙 (Yā shālóng)        |
| Coreano                    | 압살롬 (Absallom)          |
| Danés                      | Absalom                    |
| Esperanto                  | Abŝalom                    |
| Finlandés                  | Absalom                    |
| Francés                    | Absalom                    |
| Griego                     | Αβεσσαλώμ (Avessalōn)      |
| Hebreo                     | אַבְשָׁלוֹם (ʾAḇšālôm)          |
| Holandés                   | Absalom                    |
| Inglés                     | Absalom                    |
| Italiano                   | Assalonne                  |
| Japonés                    | アブサロム (Abusaromu)     |
| Noruego                    | Absalom                    |
| Polaco                     | Absalom                    |
| Portugués                  | Absalão                    |
| Ruso                       | Авессалом (Avessalom)      |
| Serbio                     | Авесалом (Avesalom)        |
| Sueco                      | Axel                       |
| Turco                      | Abşalom                    |